# Tempelj kraljice Hačepsut
'Posmrtni tempelj Hačepsut, znan tudi pod imenom Djeser-Djeseru (staroegipčansko ḏsr ḏsrw - Sveto svetega), je pogrebni tempelj starega Egipta v Zgornjem Egiptu. Zgrajen za petega faraona osemnajste dinastije Hačepsut, je pod pečinami v Deir el-Bahari na zahodnem bregu Nila blizu Doline kraljev. Ta tempelj je posvečen Amonu in Hačepsut in stoji ob pogrebnem templju  Mentuhotepa II., ki je služil kot navdih in kasneje kot kamnolom. Velja za enega izmed »neprimerljivih spomenikov starodavnega Egipta« .
Poljska akademija znanosti v Varšavi je odgovorna za študij in obnavljanje treh stopenj templja. Od začetka leta 1995 sta bila prva dva nivoja skoraj popolna, najvišja raven pa je bila še vedno v rekonstrukciji. 

## Arhitektura
Hačepsutin kancler, kraljevi arhitekt Senenmut je nadzoroval gradnjo templja . Čeprav je bil sosednji, zgodnejši pogrebni tempelj Mentuhotepa II. uporabljen kot model, sta obe strukturi kljub temu bistveno različni na več načinov. Hačepsutin uporablja dolgo teraso s kolonado, ki se razteza od centralizirane strukture Mentuhotepovega modela - anomalija, ki jo je morda povzročila decentralizirana lokacija njenega groba. Obstajajo trije nivoji teras, ki segajo v višino 29,5 m. Vsak nivo je artikuliran z dvojno kolonado kvadratnih stebrov, z izjemo severozahodnega vogala osrednje terase, v kateri so proto-dorski stebri za kapelo. Te terase so povezane z dolgimi rampami, ki so jih nekdaj obkrožali vrtovi s tujimi rastlinami, vključno s kadilom in mirtami. Nivoji templja ustrezajo klasični tebanski formi, ki uporablja pilone, dvorišča, hipostil, sončno dvorišče, kapelo in svetišče.

## Relief in kipi
Reliefna skulptura v templju Hačepsut govori zgodbo o božanskem rojstvu ženskega faraona - prvega takega. Besedilni in slikovni cikel prav tako pripovedujejo o pohodu v deželo Punt, eksotične države na obali Rdečega morja. Medtem ko so bili kipi in okraski ukradeni ali uničeni, je bil tempelj nekoč dom za dva kipa Ozirisa, avenijo sfing in številne kipe kraljice v različnih položajih - stoječa, seda ali klečeča. Mnogi od teh portretov so bili uničeni po naročilu njenega sina Tutmozisa III. po njeni smrti.

## Astronomska poravnava
Glavna in osi templja so nastavljeni na azimut približno 116,5 ° in so poravnane z zimskim solsticijem , ki se v naši sodobni dobi odvija okrog 21. ali 22. decembra vsako leto. Sončna svetloba prodre skozi zadnjo steno kapele, preden se premakne v desno, da poudari enega od kipov Ozirisa, ki stojita na obeh straneh vrat druge komore. Dodatno subtilnost tej glavni poravnavi ustvari svetlobna škatlica, ki prikazuje blok sončne svetlobe, ki se počasi premika iz osrednje osi templja, da najprej osvetli boga Amon-Raja, da bi potem zasijal na klečeči podobi Tutmozisa III., preden končno razsveti boga Nila Hapija. Poleg tega, zaradi povečanega kota sonca, približno 41 dni na obeh straneh solsticija, lahko sončna svetloba prodre preko sekundarne svetlobne škatle do najgloblje komore. Ta notranja kapela je bila obnovljena in razširjena v Ptolemajski dobi in se je kultno sklicevala na Imhotepa, graditelja Djoserjeve piramide in Amenhotepa, sina Hapuja, nadzornika del Amenhotepa III. 

## Zgodovinski vpliv
Hačepsutin tempelj velja za najbližjega klasični arhitekturi. Predstavlja reprezentančno arhitekturo novega kraljestva, ki vključuje tako faraona in kot svetišče v čast bogov, ki so pomembni za njeno posmrtno življenje . To je prelomnica v arhitekturi antičnega Egipta, ki je presegla megalitsko tempeljsko geometrijo starega kraljestva, ki je omogočala aktivno čaščenje in zahtevala prisotnost udeležencev, da bi ustvarili veličastnost. Linearna aksialnost Hačepsutinega templja se odraža v kasnejših templjih novega kraljestva. Arhitektura prvotnega templja se je znatno spremenila zaradi napačne rekonstrukcije v začetku 20. stoletja.

## Model tempeljskega kompleksa
Pohodni model tempeljskega kompleksa je bil narejen oktobra 2016 v prosto dostopnem navideznem svetu Second Life. Glavni poudarek tega modela je splošni arhitekturni vtis templja in vrtov, prikazane pa so tudi pomembne freske. 